# 江之島水泳場
江之島水泳場（えのしますいえいじょう）は静岡県浜松市南区（現在の中央区）にあった市営の水泳場。
遠州灘海浜公園内にあり、かつては屋内水泳場と屋外50m水泳場、飛び込み用のプールも存在した。2021年に閉鎖されている。

## 沿革
- 1970年9月1日 - 浜松市制60周年記念事業のひとつとして「浜松市屋内温水プール」の名で屋内水泳場が開場。隣接する浜松市南部清掃工場から発生する余熱を利用した温水プールが設置された。
- 1979年5月 - 屋外水泳場が完成。
- 2012年8月31日 - 老朽化の為、屋内水泳場を閉鎖。代替施設は古橋廣之進記念浜松市総合水泳場。
- 2013年 - 無料開放開始。
- 2021年8月31日 - 閉鎖。

## 施設
- 所在地：浜松市南区江之島町1197（閉鎖当時。現在の浜松市中央区江之島町1197。）
北緯34度39分38.7秒 東経137度45分12.1秒 / 北緯34.660750度 東経137.753361度
  - 屋外25mプール：7コース　深さ1.1m〜1.2m
  - 屋外児童プール：　深さ0.1m〜0.6m

## 大会・イベント等
浜松市内の小中学校の水泳大会はここで行われることが多かった。また、30分間回泳（浜松市小学校体育連合が行う、児童の泳力向上を目的とした大会）も当水泳場で行われていた。

## アクセス
- 浜松駅バスターミナル6番ポールから「三島 江之島」行に乗車し、「江之島アーチェリー場」バス停にて下車